# Iso Särkijärvi (sjö i Salla, Lappland, Finland)
Iso Särkijärvi eller Särkijärvi är en sjö i Finland. Den ligger i kommunen Salla i landskapet Lappland, i den norra delen av landet, 700 km norr om huvudstaden Helsingfors. Iso Särkijärvi ligger 236 meter över havet. Den är 10 meter djup. Arean är 53,5 hektar och strandlinjen är 4,48 kilometer lång. Sjön  ingår i Kemi älvs huvudavrinningsområde. 